# Освобождение от наказания в связи с болезнью
Освобождение от наказания в связи с болезнью — одно из оснований освобождения от уголовного наказания, связанное с тем, что вследствие наступившего у лица психического расстройства или иной болезни цели наказания не могут быть достигнуты, либо с тем, что исполнение наказания может привести к значительному ухудшению состояния лица. 

## В праве стран мира
Освобождение от наказания в связи с состоянием здоровья осуждённого присутствует во многих странах, однако не везде оно присутствует в качестве самостоятельной нормы. Психическое расстройство может рассматриваться в качестве основания для признания лица невменяемым (Дания, Швейцария). Во Франции освобождение от наказания может производиться по «медицинским мотивам». В Швеции в качестве критерия освобождения выступает «плохое здоровье» осуждённого. Выявление у осуждённого психического расстройства может связываться с освобождением от наказания также в Болгарии, иные тяжёлые болезни — в Испании и Вьетнаме, оба упомянутых состояния — в Германии и КНР.
В Новой Зеландии освобождение от наказания может связываться со смертельной болезнью или беременностью, однако данное основание применяется достаточно редко. В Шотландии освобождение от наказания также может связываться со смертельной болезнью осуждённого. В США данный институт выступает частью более общего основания освобождения от наказания, связанного с появлением внезапно открывшихся обстоятельств, которые не могли быть предусмотрены судом в момент вынесения приговора.

## В уголовном праве России
Уголовный кодекс РФ предусматривает три вида освобождения от наказания в связи с болезнью (ст. 81 УК РФ). Ранее подобный институт регламентировался нормами уголовно-процессуального права (ст. 362 УПК РСФСР).

### В связи с психическим расстройством
Осуждённый освобождается от наказания, если наступило психическое расстройство, исключающее способность осознавать фактический характер и общественную опасность своих действий либо руководить ими. Характер и степень тяжести психического расстройства устанавливается судебно-психиатрической экспертизой. Такое психическое расстройство исключает возможность применения мер уголовной репрессии, поскольку лицо не в состоянии будет осознать их сущность и они не смогут оказать на него исправительное воздействие.
Если такое расстройство имеет место в момент совершения преступления, лицо признаётся невменяемым и не подлежит уголовной ответственности; к нему могут быть применены принудительные меры медицинского характера: принудительное лечение в психиатрическом стационаре (общего типа, специализированного типа или специализированного типа с интенсивным наблюдением) либо амбулаторное принудительное наблюдение и лечение у психиатра.
Однако психическое расстройство может возникнуть и после совершения преступления: как на этапе предварительного расследования или рассмотрения дела в суде, так и после постановления приговора, а также в период отбывания наказания. В этом случае суд обязан освободить осуждённого от наказания или от назначения наказания. При этом к нему могут быть применены принудительные меры медицинского характера. После выздоровления лица исполнение наказания может быть возобновлено, при этом срок принудительного лечения в психиатрическом стационаре засчитывается в срок отбывания наказания из расчёта 1 день пребывания в стационаре за 1 день лишения свободы.

### В связи с иной тяжкой болезнью
Осуждённый освобождается от наказания, если у него развилась иная тяжкая болезнь (не подпадающая под признаки психического расстройства), препятствующая отбыванию наказания. В число таких болезней входят туберкулёз, раковые заболевания, диабет и другие заболевания, перечень которых определяется специальным нормативным актом. Основанием освобождения от наказания осуждённых к наказаниям, связанным с принудительным привлечением к труду (исправительные работы, обязательные работы, принудительные работы) является болезнь, влекущая признание осуждённого нетрудоспособным.
Лечение осуждённого к лишению свободы может осуществляться и в лечебно-профилактических учреждениях (больницах, медицинских частях), а также лечебно-исправительных учреждениях уголовно-исполнительной системы. Поэтому освобождение от наказания в этом случае является правом суда. Суд учитывает различные обстоятельства, такие как тяжесть совершённого преступления, характеристики личности осуждённого, срок неотбытой части наказания, тяжесть и характер течения заболевания, наличие возможности продолжить лечение после освобождения от наказания и т. д.

### В связи с болезнью, делающей лицо негодным к военной службе
Осуждённый освобождается от наказания, если у него развилась болезнь, делающая лицо негодным к военной службе (для военнослужащих, отбывающих арест или содержащихся в дисциплинарной воинской части). Требования к состоянию здоровья граждан, находящихся на военной службе, закреплены Постановлением Правительства РФ от 25.02.2003 № 123 «Об утверждении Положения о военно-врачебной экспертизе».
В перечень видов наказания, от которых может быть освобождён военнослужащий, в ст. 81 УК РФ не включено ограничение по военной службе. Ст. 174 УИК РФ и п. 19 ст. 397 УПК РФ предусматривают возможность освобождения наказания и в этом случае.
В данном случае освобождение от наказания является обязанностью суда. Однако помимо полного освобождения от наказания, неотбытая часть наказания также может быть заменена более мягким видом, если заболевание не препятствует его назначению и реализации. Данный вид освобождения от наказания также является окончательным, отбывание наказания не может быть возобновлено даже в случае выздоровления лица.

### Возобновление отбывания наказания
После выздоровления освобождённого лица (кроме военнослужащих) отбывание наказания может быть возобновлено, если не истекли сроки давности привлечения к уголовной ответственности или исполнения приговора суда.